# تصفيات بطولة أوروبا للشباب تحت 21 سنة لكرة القدم 2011 - الدور الإقسائي
المباراة الفاصلة الأولى في 8 أكتوبر 2010 ، في حين تقام مباريات الإياب في 12 أكتوبر 2010. وسيمثل الفائزون في الجولة الفاصلة والدولة المضيفة الدنمارك سوف يحسمون مشاركتهم في البطولة العام المقبل.

## المباريات
سحبت القرعة في 10 سبتمبر 2010 في هيرنينغ، الدانمرك. الفرق الأربعة عشر قسموا إلى 7 مباريات يتبارة من خلالها المنتخبات على البطاقات المؤهلة لبطولة أوروبا تحت 21 سنة 2011. المباريات بين منتخبي أيسلندا وإسكتلندا مؤخرة يوم واحد لتجنب حدوث اشتباك مع مباراة دولية.
| فريق 1         | النتيجة | فريق 2   | المباراة 1 | المباراة 2 |
| -------------- | ------- | -------- | ---------- | ---------- |
| إنجلترا        |         | رومانيا  | 2–1        | 12 أكتوبر  |
| هولندا         |         | أوكرانيا | 1–3        | 12 أكتوبر  |
| إسبانيا        |         | كرواتيا  | 2–1        | 12 أكتوبر  |
| سويسرا         |         | السويد   | 4–1        | 11 أكتوبر  |
| آيسلندا        |         | إسكتلندا | 2–1        | 11 أكتوبر  |
| جمهورية التشيك |         | اليونان  | 3–0        | 12 أكتوبر  |
| إيطاليا        |         | بيلاروس  | 2–0        | 12 أكتوبر  |

## مباريات الذهاب
| سويسرا                                           | 4 – 1 | السويد     |
| ------------------------------------------------ | ----- | ---------- |
| فري 2' · هوخستراسير 20' · محمدي 52' · كاسامي 83' | تقرير | مولينز 50' |

| آيسلندا                        | 2 – 1 | إسكتلندا  |
| ------------------------------ | ----- | --------- |
| جودموندسون 34' · أورمارسون 78' | تقرير | مورفي 19' |

| جمهورية التشيك                                    | 3 – 0 | اليونان |
| ------------------------------------------------- | ----- | ------- |
| فوشاهليك 1' · بيكهارت 19' (ركلة جزاء) · كوزاك 77' | تقرير |         |

| إيطاليا                 | 2 – 0 | بيلاروس |
| ----------------------- | ----- | ------- |
| ديسترو 30' · أوكاكا 61' | تقرير |         |

| إنجلترا                     | 2 – 1 | رومانيا  |
| --------------------------- | ----- | -------- |
| هينديرسون 63' · سمولينغ 83' | تقرير | هورا 71' |

| هولندا      | 1 – 3 | أوكرانيا                                      |
| ----------- | ----- | --------------------------------------------- |
| دي يونغ 78' | تقرير | كريفستوف 2'، 7' · كونوبليانكا 73' (ركلة جزاء) |

| إسبانيا                    | 2 – 1 | كرواتيا     |
| -------------------------- | ----- | ----------- |
| أدريان 21' · سان خوسيه 42' | تقرير | شكولنيك 22' |

## مباريات الإياب
| السويد | 0-1 | سويسرا |
| ------ | --- | ------ |
|        |     |        |

| إسكتلندا | 0-0 | آيسلندا |
| -------- | --- | ------- |
|          |     |         |

| رومانيا | ضد | إنجلترا |
| ------- | -- | ------- |
|         |    |         |

| كرواتيا | ضد | إسبانيا |
| ------- | -- | ------- |
|         |    |         |

| بيلاروس | ضد | إيطاليا |
| ------- | -- | ------- |
|         |    |         |

| اليونان | ضد | جمهورية التشيك |
| ------- | -- | -------------- |
|         |    |                |

| أوكرانيا | ضد | هولندا |
| -------- | -- | ------ |
|          |    |        |